# یواس‌اس کوهوس (۱۸۶۷)
یواس‌اس کوهوس (۱۸۶۷) (به انگلیسی: USS Cohoes (1867)) یک کشتی بود که طول آن ۲۲۵ فوت (۶۹ متر) بود.